# Unzela variegata
Unzela variegata är en fjärilsart som beskrevs av Rothschild 1896. Unzela variegata ingår i släktet Unzela och familjen svärmare. Inga underarter finns listade i Catalogue of Life.